# Guitaret
De Guitaret is een elektrisch muziekinstrument dat werd gemaakt door het Duitse bedrijf Hohner. Het is bedacht door de musicus en ingenieur Ernst Zacharias, waarschijnlijk aan het eind van de jaren vijftig. De Guitaret lijkt wel wat op een elektrisch versterkte kalimba. Zacharias bedoelde het instrument als vervanger van de slaggitaar. Het werd in 1963 op de Frankfurter Musikmesse gepresenteerd maar is nooit een succes geworden.

## Bouw en werking
De Guitaret heeft een circa 30 centimeter lange rechthoekige kast van wit gelakt metaal, met daarin drie rijen metalen tongetjes, waarvan de uiteinden iets boven de kast uitsteken. In het verlengde van de kast zit een handvat; dit bevat tevens een toets voor het bedienen van de demper. De bespeler houdt de Guitaret met de linkerhand bij dit handvat vast, en brengt met de duim van de rechterhand de tongetjes in trilling. Door het indrukken van de geveerde dempertoets laten viltblokjes de tongetjes vrij; door loslaten van de toets worden alle tongetjes gedempt.
Het trillen van de tongetjes wordt opgenomen door een grote spoel die rond alle tongetjes tezamen is gewikkeld en die fungeert als elektromagnetische opnemer. De spoel is rechtstreeks aangesloten op de uitgang naar de versterker; het instrument had geen voorversterking nodig en kon via de destijds in de meeste huishoudens gangbare buizenradio worden versterkt.
De tongetjes zijn zodanig gerangschikt dat het aanslaan van drie- of vierklanken wordt vergemakkelijkt. Op de bovenkant van de kast zijn deze akkoorden voor het gemak van de bespeler afgebeeld.

## Te horen
De Guitaret klinkt enigszins als een banjo en is te horen op de nummers Ooit en Liedje Van De Maan/Ik Wil Niet Meer Met Je Spelen van Eva De Roovere en Gerry De Mol, waar hij wordt bespeeld door Gert-Jan Blom.